# Svetlana Bolshakova
Svetlana Alexandrovna Bolshakova (Russisch: Светлана Александровна Большакова) (Leningrad, 14 oktober 1984) is een Russisch-Belgische voormalige hink-stap-springster en verspringster. Zij is sinds juni 2009 in het bezit van het Belgische record bij het hink-stap-springen, dat zij vervolgens enkele malen verbeterde en tijdens het Europees kampioenschap in 2010 te Barcelona bijstelde tot 14,55 m.

## Biografie

### Ontdekt als atletiektalent
Svetlana Bolshakova was van jongs af aan al sportief en deed onder meer aan turnen, dansen en kunstschaatsen, totdat een atletiekcoach, die op zoek was naar jong talent, in zijn gang langs de scholen Svetlana eruit pikte en haar overhaalde om wat atletiektrainingen te komen proberen. Zij accepteerde dit aanbod en kwam vervolgens in een sportschool terecht, waar louter training werd gegeven in springdisciplines.
In eerste instantie richtte Bolshakova zich op het hoogspringen, waarop zij als 13-jarige al een hoogte van 1,55 m bereikte. Ook het verspringen lag haar echter wel, totdat zij een keer op de kampioenschappen van Sint-Petersburg het hink-stap-springen uitprobeerde en daarop prompt derde werd. Dat werd vervolgens haar favoriete nummer en in de jaren die volgden ontwikkelde zij zich hierop snel.

### Eerste internationale ervaringen
Haar eerste internationale ervaring deed Bolshakova op in 2001 bij de wereldkampioenschappen voor jeugd in het Hongaarse Debrecen, waar zij direct met eremetaal aan de haal ging; bij het hink-stap-springen werd zij tweede met 13,32 m achter de Roemeense Alina Popescu, die 13,76 sprong. Enkele weken later was zij eveneens present op de Europese Jeugd Olympische Dagen (EYOD) in Murcia, waar zij ditmaal aan het verspringen deelnam, met een sprong van 6,15 en een vierde plaats als resultaat. Stijn Stroobants, haar latere echtgenoot, nam namens België eveneens deel aan dit toernooi, maar de paden van het tweetal kruisten elkaar toen nog niet.
Twee jaar later was Svetlana Bolshakova opnieuw van de partij op de Europese kampioenschappen junioren in Tampere. Het leverde haar ditmaal met een sprong van 13,37 bij het hink-stap-springen brons op. Ook hier was Stijn Stroobants aanwezig, maar weer liep het tweetal elkaar niet tegen het lijf.

### Driemaal is scheepsrecht
Weer twee jaar later, op de Europese kampioenschappen voor atleten onder 23 jaar in Erfurt, waren ze er allebei opnieuw bij en deze keer was het wél raak. De vonk sloeg over en na afloop van dit toernooi, waarop Bolshakova met 14,11 zilver veroverde, onderhielden de twee e-mailcontact en zochten elkaar wederzijds op. Dit leidde al snel tot de trouwplannen die ten slotte leidden tot hun huwelijk in 2006. Tot die tijd had Svetlana afwisselend getraind bij haar trainsters Poluhina Zoia en Nikiforova Valentina in Sint-Petersburg en onder leiding van ex-tienkamper Michel Boels in België.

### Zware blessures
Blijkbaar werkte het huwelijk stimulerend op de atletiekprestaties, want in korte tijd verbeterden ze beiden hun bestaande persoonlijke records. Svetlana kwam begin 2007 tot 14,28, terwijl Stijn in datzelfde indoorseizoen de 2,25 overbrugde. Die zomer kreeg Svetlana echter last van haar knie. Uit klinisch onderzoek kwam daarna vast te staan dat een stuk van de patellapees was afgestorven. Op 6 juli 2007 onderging zij vervolgens een succesvolle operatie. Na een lange revalidatie hervatte ze de wedstrijden weer in juli 2008, maar tijdens haar eerste wedstrijd (Belgisch Kampioenschap in Luik) scheurde ze vervolgens haar rechter-achillespees. Enkele dagen later volgde een nieuwe operatie en weer was die succesvol.

### Succesvolle comeback

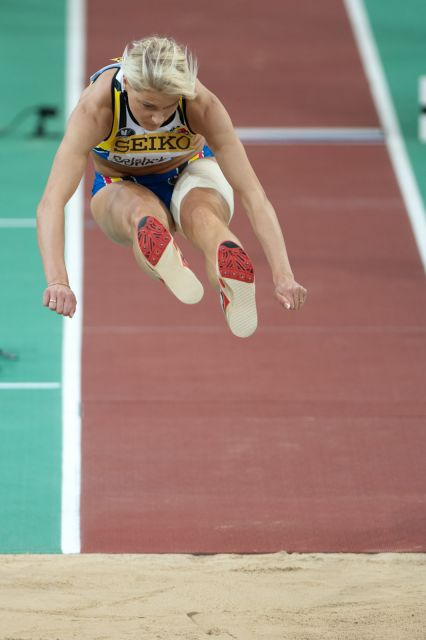
Finaliste op de WK indoor in 2010.

Na een tweede lange revalidatieperiode was Svetlana in het voorjaar van 2009 weer wedstrijdklaar. Reeds bij haar tweede optreden, op 23 mei bij een wedstrijd in Merksem, wierp dat zijn vruchten af. Svetlana, die op een vertesprong van 6,00 meter had gerekend, kwam tot 6,29. Dat was niet alleen een persoonlijk record, maar ook de zesde beste Belgische prestatie aller tijden.
Op 1 juni 2009 verbrak ze het Belgische record hink-stap-springen van 13,79, dat sinds 2003 op naam stond van Sandra Swennen. Svetlana liet 14,08 optekenen en was hiermee de eerste Belgische vrouw die over 14 meter sprong. Zij liet er vervolgens geen gras over groeien. Tien dagen later al, op 10 juni, verbrak ze in Thessaloniki haar eigen kersverse Belgische record. Deze keer sprong ze 14,27. Daarmee sprong ze bovendien 10 cm verder dan de gevraagde limiet voor deelname aan het WK te Berlijn, dat jaar in augustus. Haar indoor-PR van 14,28 had ze buiten echter nog steeds niet verbeterd.

### EK- en WK-deelnames
In Berlijn was Bolshakova op 15 augustus 2009 niet in goeden doen, waardoor zij met een beste sprong van 13,89 niet door de kwalificatieronde geraakte. Ze eindigde ten slotte als twintigste.
Een jaar later kon zij zich tijdens de wereldindoorkampioenschappen in Doha, Qatar wél plaatsen voor de finale, waarin ze achtste werd. Slechts één maand voor dit WK was ze, na een quadricepsblessure, fit genoeg geweest om weer voluit te trainen.
Op de Europese kampioenschappen in Barcelona behaalde ze brons met de eerder vermelde recordsprong van 14,55.

### Andermaal zware blessure
Tijdens een wedstrijd in het Marokkaanse Rabat scheurde Svetlana begin juni haar linker achillespees, nadat haar eerder in haar rechterbeen hetzelfde was overkomen. Een hersteloperatie bleek opnieuw noodzakelijk. Die werd direct na het pinksterweekend uitgevoerd in het Universitair Ziekenhuis te Pellenberg onder leiding van Prof. Dr. Bellemans. De pees werd op dezelfde manier geopereerd als de rechter achillespees drie jaar daarvoor. De operatie verliep voorspoedig en na drie weken bedrust kon de hink-stap-springster beginnen aan haar revalidatie. Het seizoen 2011 kon als verloren worden beschouwd.
In 2012 werd Bolshakova gedelibereerd voor de Olympische Spelen door het BOIC. Ze kon echter de verwachtingen niet waarmaken en werd 21ste in de kwalificaties met een sprong van 13,88 m.
In juni 2016 besloot Bolshakova na alweer een nieuwe blessure te stoppen met atletiek.

### Nationaliteit
Op 26 augustus 2006 trouwde Bolshakova met de Belgische hoogspringer Stijn Stroobants. Op 13 juli 2008 ontving ze haar Belgische nationaliteit en behield haar Russische nationaliteit. 
Bolshakova en Stroobants wonen in Zaventem en zijn beiden lid van Sparta Vilvoorde.

### Uitgave boek
Op Svetlana Bolshakova's 27e verjaardag, 14 oktober 2011, lag het boek "Svetlana - Springen voor het leven" in de winkelrekken. Het boek is een biografie/roman over haar leven en werd geschreven door misdaadauteur Reinold Vallinga.

## Belgische kampioenschappen
Indoor
| Onderdeel          | Jaar       |
| ------------------ | ---------- |
| hink-stap-springen | 2010, 2013 |

## Persoonlijke records

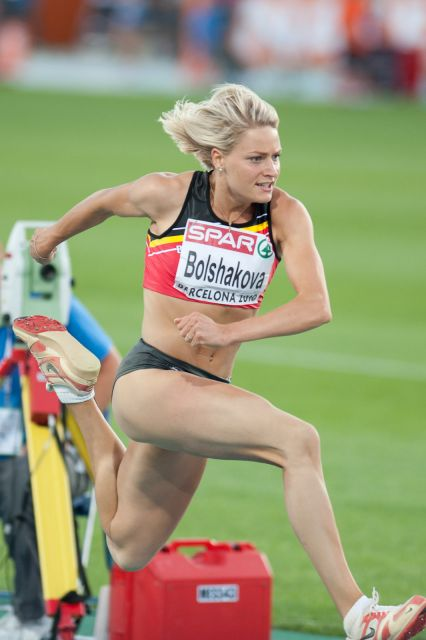
Op weg naar het brons in Barcelona, EK 2010.

Outdoor
| Onderdeel          | Prestatie    | Datum        | Plaats    |
| ------------------ | ------------ | ------------ | --------- |
| verspringen        | 6,29 m       | 23 mei 2009  | Merksem   |
| hink-stap-springen | 14,55 m (NR) | 31 juli 2010 | Barcelona |

Indoor
| Onderdeel          | Prestatie    | Datum            | Plaats |
| ------------------ | ------------ | ---------------- | ------ |
| verspringen        | 6,43 m       | 28 januari 2007  | Gent   |
| hink-stap-springen | 14,31 m (NR) | 13 februari 2011 | Gent   |

## Palmares

### hink-stap-springen
Kampioenschappen
- 2001:  WK jeugd in Debrecen - 13,32 m
- 2003:  EK junioren in Tampere - 13,37 m
- 2005:  EK U23 in Erfurt - 14,11 m
- 2009: 10e in reeks WK Berlijn - 13,89 m
- 2010:  BK AC indoor - 13,84 m (nat. rec.)
- 2010:  Slowaakse indoorkampioenschappen - 14,11 m (nat. rec.)
- 2010: 8e WK indoor Doha - 14,02 m
- 2010:  EK Barcelona - 14,55 m (nat. rec.)
- 2012: 9e EK Helsinki - 14,07 m
- 2012: 21e kwalificaties OS Londen - 13,88 m
- 2013:  BK AC indoor - 13,61 m

Diamond League-podiumplek
- 2010:  Athletissima – 14,43 m

### verspringen
- 2001: 4e EYOD in Murcia - 6,15 m

## Onderscheidingen
- 2010: Gouden Spike (trofee voor beste Belgische atlete van het jaar)

- World Athletics: 14297425
- International Standard Name Identifier: 0000 0003 9667 4773
- Nederlandse Thesaurus van Auteursnamen: 33833887X
- Virtual International Authority File: 291605214
- WorldCat: E39PBJghk3J4gd38qhmVD3W7HC